# Sveriges konsumentminister
Konsumentminister är ett statsråd i Sveriges regering som har existerat sedan mitten av 1980-talet, och som har på sitt bord att driva konsumentärenden. Inte alla regeringar har inkluderat en uttalad konsumentminister, men listan nedan inkluderar de statsråd som haft ansvar för konsumentfrågor. Posten har historiskt förts till ett flertal olika departement. Nuvarande minister som är ansvarig för konsumentfrågor är Erik Slottner, KD.

## Lista över konsumentministrar
| Namn | Namn                 | Tillträdde       | Avgick           | Politiskt parti | Departement                                  | Informell titel                                                                            | Regering                 |
| ---- | -------------------- | ---------------- | ---------------- | --------------- | -------------------------------------------- | ------------------------------------------------------------------------------------------ | ------------------------ |
|      | Ulla Lindström       | 4 juni 1954      | 28 december 1966 | S               | Konsultativt statsråd                        | Konsument och biståndsminister                                                             | Erlander II Erlander III |
|      | Bengt K.Å. Johansson | 17 oktober 1985  | 4 oktober 1988   | S               | Finansdepartementet                          | Löne- och konsumentminister                                                                | Palme II Carlsson I      |
|      | Margot Wallström     | 4 oktober 1988   | 4 oktober 1991   | S               | Civildepartementet                           | Konsument- och ungdomsminister                                                             | Carlsson I Carlsson II   |
|      | Inger Davidsson      | 4 oktober 1991   | 7 oktober 1994   | KD              | Civildepartementet                           | Civil-, konsument-, kyrko-, och ungdomsminister                                            | Carl Bildt               |
|      | Marita Ulvskog       | 7 oktober 1994   | 22 mars 1996     | S               | Civildepartementet                           | Civil-, kyrko-, idrotts-, jämställdhets-, ungdoms-, och konsumentminister                  | Carlsson III             |
|      | Leif Blomberg        | 22 mars 1996     | 2 mars 1998      | S               | Civildepartementet Inrikesdepartementet      | Integrations-, idrotts-, ungdoms-, och konsumentminister                                   | Persson                  |
|      | Lars Engqvist        | 2 mars 1998      | 7 oktober 1998   | S               | Inrikesdepartementet                         | Integrations-, idrotts-, ungdoms-, och konsumentminister                                   | Persson                  |
|      | Britta Lejon         | 7 oktober 1998   | 21 oktober 2002  | S               | Justitiedepartementet                        | Demokrati-, konsument-, och förvaltningsminister (ungdomsminister f.r.o.m 16 oktober 2000) | Persson                  |
|      | Ann-Christin Nykvist | 21 oktober 2002  | 6 oktober 2006   | S               | Jordbruksdepartementet                       | Jordbruks- och konsumentminister                                                           | Persson                  |
|      | Nyamko Sabuni        | 6 oktober 2006   | 5 oktober 2010   | FP              | Integrations- och jämställdhetsdepartementet | Integrations-, jämställdhets-, demokrati-, ungdoms-, och konsumentminister                 | Reinfeldt                |
|      | Birgitta Ohlsson     | 5 oktober 2010   | 3 oktober 2014   | FP              | Statsrådsberedningen                         | Demokrati-, EU- och konsumentminister                                                      | Reinfeldt                |
|      | Per Bolund           | 3 oktober 2014   | 21 januari 2019  | MP              | Finansdepartementet                          | Finansmarknads- och konsumentminister                                                      | Löfven I                 |
|      | Ardalan Shekarabi    | 21 januari 2019  | 1 oktober 2019   | S               | Finansdepartementet                          | Civilminister                                                                              | Löfven II                |
|      | Lena Micko           | 1 oktober 2019   | 30 november 2021 | S               | Finansdepartementet                          | Civilminister                                                                              | Löfven II Löfven III     |
|      | Max Elger            | 30 november 2021 | 18 oktober 2022  | S               | Finansdepartementet                          | Finansmarknadsminister och biträdande finansminister                                       | Andersson                |
|      | Erik Slottner        | 18 oktober 2022  |                  | KD              | Finansdepartementet                          | Civilminister                                                                              | Kristersson              |